# Чорань (комуна)
Чорань, Чорані (рум. Ciorani) — комуна у повіті Прахова в Румунії. До складу комуни входять такі села (дані про населення за 2002 рік):
- Чораній-де-Жос (4604 особи) — адміністративний центр комуни
- Чораній-де-Сус (2558 осіб)

Комуна розташована на відстані 49 км на північний схід від Бухареста, 32 км на південний схід від Плоєшті, 143 км на південний захід від Галаца, 112 км на південний схід від Брашова.

## Населення
За даними перепису населення 2002 року у комуні проживали 7162 особи.
Національний склад населення комуни:
| Національність | Кількість осіб | Відсоток |
| -------------- | -------------- | -------- |
| румуни         | 7146           | 99,8%    |
| цигани         | 7              | 0,1%     |
| словаки        | 1              | < 0,1%   |

Рідною мовою назвали:
| Мова      | Кількість осіб | Відсоток |
| --------- | -------------- | -------- |
| румунська | 7146           | 99,8%    |
| циганська | 7              | 0,1%     |
| словацька | 1              | < 0,1%   |

Склад населення комуни за віросповіданням:
| Релігія       | Кількість осіб | Відсоток |
| ------------- | -------------- | -------- |
| православні   | 7027           | 98,1%    |
| п'ятдесятники | 87             | 1,2%     |
| старообрядці  | 21             | 0,3%     |
| лютерани      | 19             | 0,3%     |
| бретрени      | 7              | 0,1%     |
| адвентисти    | 1              | < 0,1%   |